# Ericssons Film- och Videoklubb
Ericssons Film- och Videoklubb (EFV) är en ideell förening med syftet att stödja medlemmarnas amatörfilmning. Klubben bildades 1959 och då med ändamålet ”att verka för smalfilmning och att utgöra en sammanslutning av härför intresserade personer” .  Klubben är främst för anställda inom Ericsson men även öppen för andra. Klubben har en medlemstidning, ”FiLMaren”, och är medlem i Sveriges film- och videoförbund.

## Historik
Ericssons Film- och Videoklubb är en av många fritidsklubbar inom Ericsson, och ursprunget kan spåras tillbaka till 1950-talet då som en sektion inom LM Ericssons Fotoklubb . År 1959 lämnade smalfilmssektionen fotoklubben och bildade ”LM Ericssons Smalfilmsklubb” . Dubbel 8 var filmformatet som användes under 50- och 60-talen, senare i slutet av 60-talet kom super 8-formatet, och mot slutet av åttiotalet kom nästa teknikskifte när VHS-kameror blev tillgängliga för amatörfilmning. I och med detta ändrades namnet till Ericssons Film- och Videoklubb och ändamålet modifierades till ”att verka för amatörfilmning och att utgöra en sammanslutning av härför intresserade personer”. Nästa steg i den tekniska utvecklingen blev den digitala tekniken på 2000-talet med DV-kameror och som lite senare utvecklades till HD-format.  I november 2009 firade klubben femtioårsjubileum och en DVD-box (innehållande 5 skivor) och jubileumsboken ”De första 50 åren – Faktabok 1959-2009”  producerades. 

## Verksamhet
Träffar, tävlingar och kurser är regelbundna inslag i klubbens verksamhet. Dessutom görs gemensamma filmprojekt, så kallade klubbproduktioner. Medlemstidningen ”FiLMaren” ges ut fyra gånger per år och har i juli 2012 kommit ut med 356 nummer sedan starten år 1959.